# 55222 Makotoshinkai
55222 Makotoshinkai è un asteroide della fascia principale. Scoperto nel 2001, presenta un'orbita caratterizzata da un semiasse maggiore pari a 3,2608011 UA e da un'eccentricità di 0,2286932, inclinata di 1,56397° rispetto all'eclittica.